# Нюман, Маркус
Маркус Виктор Ян Нюман (швед. Marcus Victor Jan Nyman; род. 14 августа 1990, Стокгольм, Швеция) — шведский дзюдоист, чемпион Европы (2010), бронзовый призёр чемпионата Европы (2011, 2016), призёр чемпионатов мира.

## Биография
В апреле 2010 года стал чемпионом Европы по дзюдо в весе до 90 кг на чемпионате в Вене (Австрия).
В августе 2016 года представлял свою страну на летних Олимпийских играх в Рио-де-Жанейро в весе до 90 кг, но занял 5-е место — в четвертьфинале проиграв китайцу Чэн Сюньчжао, и в борьбе за бронзу также уступил корейскому дзюдоисту Квак Тонхану.
На предолимпийском чемпионате мира 2021 года, который проходил в Будапеште в Венгрии швед завоевал бронзовую медаль в весовой категории до 90 кг, победив в схватке за третье место японского спортсмена Кэнту Нагасаву. 
На чемпионате мира 2023 года, который состоялся в Дохе, шведский спортсмен завоевал бронзовую медаль. В поединке за третье место он сумел победить спортсмена из Италии Кристиана Парлати.

## Выступления на Олимпиадах
| Олимпиада           | Дисциплина              | Место    |
| ------------------- | ----------------------- | -------- |
| Лондон 2012         | дзюдо, мужчины до 90 кг | 17 место |
| Рио-де-Жанейро 2016 | дзюдо, мужчины до 90 кг | 5 место  |